# Torsten Giedeon
Torsten Giedeon (* 14. August 1957 in Hamburg) ist deutscher Golfspieler (Playing Professional) und Golflehrer (Teaching Professional).
Über 15 Jahre lang war er aktiver Turnierspieler und Mitglied der European, South African und Asian Tour sowie der European Seniors Tour und hat über 100 Turniere gespielt. Er war 1984 Sieger der Rolex Trophy und hat an drei Majors teilgenommen. Höhepunkt seiner Spieler-Karriere war der Gewinn der Team-Weltmeisterschaft mit Bernhard Langer 1990 in Orlando.
Seit 1975 ist Torsten Giedeon Mitglied der PGA of Germany und hat 1978 die Prüfung zum Fully Qualified PGA Professional absolviert. Heute hat er die höchste Graduierungsstufe (G1) der PGA erreicht, ist im Besitz der Ausbilderbefähigung der PGA of Germany und der A-Trainer-Lizenz des Deutschen Golfverbands DGV.
Mit seinem Lehrkonzept „Torsten Giedeon Golf Training“ (TGGT) betreut er nicht nur Spitzenspieler und Leistungsgolfer, sondern auch ambitionierte Anfänger, Kinder und Jugendliche.